# Henri Vidal (architecte)
Pour les articles homonymes, voir Henri Vidal et Vidal.
Henri-Antoine Vidal, né le 26 avril 1895 à Paris, où il est mort le 21 août 1955, est un architecte et peintre français.

## Prix
Fils de Louis Vidal, notaire, et de son épouse Jeanne, Henri-Antoine Vidal débuta ses études à l'école des beaux-arts de Paris, de laquelle il obtint de nombreuses récompenses et y fut l'élève de Gaston Simoes de Fonseca (1874-1943), peintre et illustrateur brésilien, qui était le fils du grammairien et historien brésilien Luiz Simões da Fonseca, auteur du premier dictionnaire franco-portugais (Éditions Garnier Frères), et le petit-fils du maréchal Manoel Deodoro da Fonseca, 1er président de la République du Brésil. Il épousa la fille de Gaston Simoes de Fonseca et eurent pour fille, l'écrivaine et productrice de télévision française, Marie-Louise Vidal de Fonseca.
Architecte de nombreux édifices religieux construits principalement en région parisienne et financés par les Chantiers du Cardinal, il est le récipiendaire en 1939 d'un grand prix d'architecture religieuse et fait son entrée à l'Académie d'architecture.
- Prix Saint-Vincent-de-Paul (21 novembre 1920)
- 2e prix de l'école nationale des beaux-arts (1933-1935-1937)
- Prix des Artistes Français Architecture (salon 1934)
- Membre du Comité français des expositions (1935)
- Prix Arts et Techniques (section peinture 1937)
- Grand Prix de l'Académie d'art national (1940)
- Admis à la Société Centrale des Architectes (16 mai 1947)
- Prix Central des Architectes & Fondation Le Soufaché (1948)
- Prix de l'Union des Sociétés de Gymnastique de France

## Réalisations
Parmi ses réalisations, notamment celles entreprises au titre de l'œuvre des Chantiers du Cardinal, on trouve :
- Chapelle Saint-Léon, Maisons-Alfort[3]
- Église Sainte-Thérèse-de-l'Enfant-Jésus (1939) - Boulogne-Billancourt
- Église Sainte-Thérèse-d'Avila (1955) - Châtenay-Malabry
- Église du Sacré-Cœur, monument historique[4], avenue Jean-Jaurès, Agen
- Église Saint-Cyrille-Saint-Méthode - Paris
- Chapelle du Bon-Pasteur - Chevilly-Larue[3]
- Église Saint-Paul - Vitry-sur-Seine[3]
- Chapelle Saint-Étienne-et-Saint-Henri du Drapeau (1935) - Colombes[3]
- Chapelle Saint-Urbain (1933) - La Garenne-Colombes
- Église Saint-André-Sainte-Hélène (1937) - La Garenne-Colombes
- Chapelle Notre-Dame de Toute-Joie (1951) - Meudon
- Église Saint-Jacques-le-Majeur - Neuilly-sur-Seine
- Chapelle Saint-Louis (1939) - Suresnes
- Église Saint-Jean l'Évangéliste - Cachan[3]
- Église Sainte-Anne, Tavaux, dans le Jura[5]
- Extension de la chapelle Saint-Jean-Baptiste (1950) - Le Plessis-Robinson[5]
- Église de Marie-Médiatrice-de-Toutes-les-Grâces, Paris
- Chapelle des Sœurs Servantes du Saint-Cœur de Marie (Domaine des Prés), Montgeron
- Église Notre-Dame-des-Apôtres, Villejuif

## Famille
- Marié à la Comtesse  Solange Simoës de Fonseca (1904-1982) des comtés de Segovia et Burgos en Espagne, peintre, dessinatrice de mode chez [Coco Chanel et Maison Lanvin], puis à [Maurion (patronyme)|Gabrielle Maurion], sculptrice)
- 1 enfant : Comtesse Marie-Louise Vidal de Fonseca (1926- 2017), Editions Robert Lafont, femme de lettres et productrice O.R.T.F., etc.
- 1 petite-fille : S.A.S. et Comtesse Emmanuelle Vidal Simoës de Fonseca (1955), auteure-chanteuse- éditrice, fille de Marie-Louise Vidal de Fonseca et du comédien dramaturge sénégalais, Prince de l'Empire Peulh, Douta Seck, interprète d'Aimé Césaire et Euzhan Palcy. Elle a eu deux filles avec l'auteur-compositeur- interprète congolais (RDC), le Prince King-Joe Bale (1953):
  - S.A.S. et Comtesse Kelly-Joyce Bale Simoës de Fonseca, chanteuse Pop-Jazz, concertiste, auteur- compositrice (1982) arrière petite-fille.
  - S.A.S. et Comtesse Kaïgé-Jean Bale Simoës de Fonseca, journaliste, attachée de presse, membre partenaire ONG UNESCO (ICAEP), auteure-compositrice et chorégraphe (1993), arrière petite-fille.
  - S.A.S. et Comtesse Amélie Bale-Fambri Simoës de Fonseca  arrière-arrière petite-fille (2017), fille de Kelly-Joyce et Giacomo Fambri.
  - S.A.S. et Comtesse Joëlle Bale-Fambri Simoës de Fonseca, arrière-arrière- petite-fille (2023), deuxième fille de Kelly-Joyce et Giacomo Fambri.